# Piercia despectata
Piercia despectata är en fjärilsart som beskrevs av Walker 1862. Piercia despectata ingår i släktet Piercia och familjen mätare. Inga underarter finns listade i Catalogue of Life.